# السفلات
  السفلات (بالإنجليزية: ES-SFALAT)‏ هي جماعة قروية تابعة لإقليم الرشيدية ضمن جهة درعة تافيلالت بالمغرب.  بلغ مجموع عدد سكان   السفلات حسب إحصاءات 2004 حوالي 16163  نسمة  يعيشون في 2147  أسرة.

## إحصاء عام
| السنة | عدد السكان | عدد الأسر | عدد الأجانب |
| ----- | ---------- | --------- | ----------- |
| 1994  | 22258      | 2549      | °°°°        |
| 2004  | 16163      | 2147      | 0           |